# Bele Vode (Novi Pazar)
Bele Vode (Servisch cyrillisch: Беле Воде) is een plaats in de Servische gemeente Novi Pazar. De plaats telt 872 inwoners (2002).